# Ólafur Ragnar Grímsson
Ólafur Ragnar Grímsson (wym. [ˈoːulavʏr ˈraknar ˈkrimsɔn]ⓘ; ur. 14 maja 1943 w Ísafjörður, Islandia) – islandzki polityk, politolog i nauczyciel akademicki, parlamentarzysta, od 1988 do 1991 minister finansów, prezydent Islandii przez pięć kadencji w okresie 1996–2016.

## Życiorys
Absolwent ekonomii i nauk politycznych na University of Manchester, w 1970 na tej samej uczelni doktoryzował się z nauk politycznych. Pracował jako nauczyciel akademicki na Uniwersytecie Islandzkim, na którym wykładał nauki polityczne. Był współtwórcą tego kierunku na tej uczelni i organizatorem katedry nauk politycznych. Od 1973 zajmował stanowisko profesora. W pracy naukowej zajął się zagadnieniami z zakresu systemu politycznego Islandii oraz małych europejskich demokracji.
Działalność polityczną rozpoczął w 1966 w młodzieżówce Partii Postępu, w latach 1971–1973 był członkiem komitetu wykonawczego tej partii. W wyborach w 1974 kandydował do parlamentu z ramienia Unii Lewicowo-Liberalnej, pełnił okresowo funkcję zastępcy poselskiego. W latach 1978–1983 i 1991–1996 był posłem do Althingu z ramienia Związku Ludowego. W latach 1987–1995 pełnił funkcję przewodniczącego tej partii. Od 1983 do 1985 był wydawcą gazety „Þjóðviljinn”. W latach 1988–1991 sprawował urząd ministra finansów w koalicyjnym rządzie Steingrímura Hermannssona.
W 1996 został wybrany na prezydenta Islandii, zdobywając 41,4% głosów. Został wybrany w głosowaniu w 2004, poparło go wówczas 85,6% głosujących. W 2000 i 2008 nie miał kontrkandydata, zachowując w tych wypadkach urząd na kolejne kadencje.
Jako pierwszy prezydent w historii Islandii skorzystał z uprawnienia, które przyznawał mu art. 26 islandzkiej konstytucji, wetując w czerwcu 2004 przyjętą przez Althing ustawę medialną. Zgodnie z konstytucją w takiej sytuacji o losie ustawy powinno zdecydować referendum, do którego jednak nie doszło, gdyż rząd wycofał ustawę. Wybory prezydenckie w 2012 po raz piąty okazały się jego sukcesem, uzyskał w nich 52,8% głosów, W swoim noworocznym orędziu z 1 stycznia 2016 zapowiedział, że nie będzie ubiegał się o kolejną kadencję w wyborach prezydenckich zaplanowanych na czerwiec tego samego roku. W kwietniu zdecydował się jednak na ponowny start, jednak w kolejnym miesiącu ostatecznie zrezygnował z kandydowania. Zakończył urzędowanie 31 lipca 2016.
Odznaczony różnymi orderami najwyższych klas, m.in. duńskim Orderem Słonia czy słoweńskim Orderem za Wybitne Zasługi. Z urzędu jako prezydent otrzymał Order Sokoła Islandzkiego I klasy i został wielkim mistrzem orderu.
Dwukrotnie żonaty. Jego pierwsza żona Guðrún Katrín Þorbergsdóttir, z którą ma córki bliźniaczki, zmarła w 1998. W 2003 zawarł związek małżeński z pochodzącą z Izraela Dorrit Moussaieff.